# Edwin Brock
Edwin Brock, född 19 oktober 1927, död 7 september 1997, var en brittisk poet. Brock gav ut 10 diktsamlingar från 1959 till sin död 1997.  